# Sonja Magnavita
Sonja Magnavita ist eine deutsche Archäologin.

## Leben
Nach dem MA (1993–1998) in Vor- und Frühgeschichte in Frankfurt am Main, der Promotion zum Dr. phil. 2006 ebenda und der Habilitation an der Ruhr-Universität Bochum ist sie seit 2020 Professorin für Vor- und Frühgeschichte Afrikas in Nachfolge Peter Breunigs am Institut für Archäologische Wissenschaften an der Goethe-Universität.

## Schriften (Auswahl)
- 1500 Jahre am Mare de Kissi. Eine Fallstudie zur Besiedlungsgeschichte des Sahel von Burkina Faso. Frankfurt am Main 2015, ISBN 978-3-937248-45-5.